# Fiat Argo
Fiat Argo (Tip 358, cod proiect X6H) este un automobil subcompact (segmentul B), produs de constructorul italian Fiat, proiectat special pentru piața sud-americană. Modelul a fost prezentat în Brazilia în mai 2017 și a devenit disponibil pentru vânzare începând cu lunile următoare. Acesta este un hatchback cu cinci uși care a înlocuit modelele Fiat Punto și Fiat Palio. Lansarea Argo a fost amânată cu un an față de planificarea inițială și a fost conceput pentru a consolida oferta Fiat în segmentul subcompact (B), considerat tradițional un sector important pentru companie.
O versiune sedan a fost lansată în 2018 sub denumirea de Fiat Cronos.

## Sistem de propulsie
Motorul Firefly cu volum de displasare de 1,0 litri și trei cilindri este disponibil exclusiv pe piața braziliană, unde motoarele cu capacitate sub 1,0 litru beneficiază de reduceri fiscale, în timp ce motorul cu 1,3 litri este opțiunea standard pentru alte piețe. La lansare, motorul de 1,3 litri era oferit cu o transmisie manuală automatizată, denumită GSR, care a fost eliminată în 2019, în timp ce motorul de 1,8 litri E.torQ a rămas disponibil cu o transmisie automată. Pentru varianta Trekking lansată în 2019, motorul de 1,3 litri reprezintă opțiunea de bază, iar motorul de 1,8 litri este disponibil doar cu transmisia automată. Toate motoarele sunt configurații flexfuel pentru piața braziliană, în timp ce pentru alte piețe funcționează doar cu combustibil benzina.

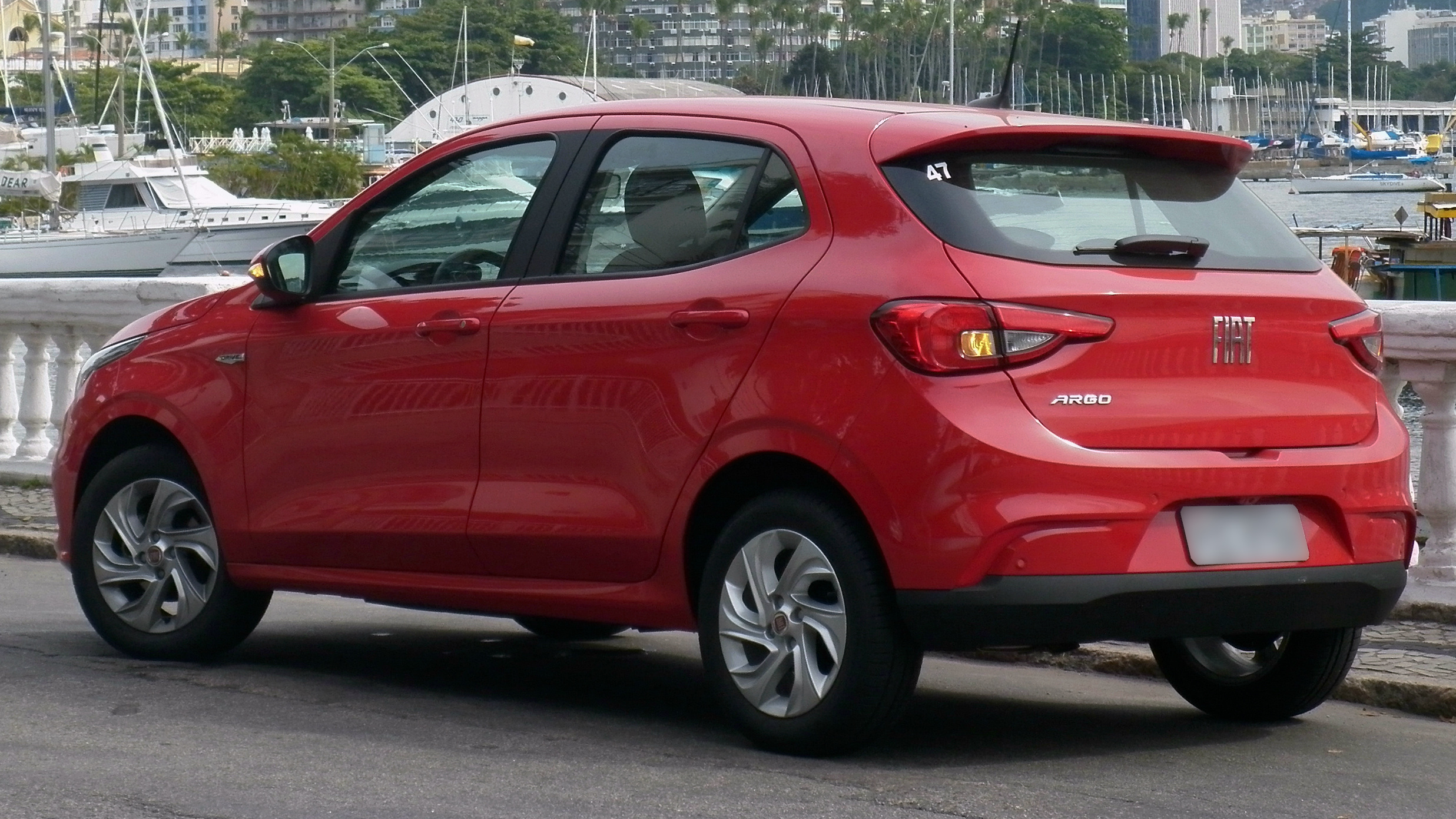
Vedere din spate (pre-facelift)

## Restilizare
La sfârșitul lunii iulie 2022, a fost prezentată o versiune restilizată, cu bare de protecție și grilă frontală redesenate, volan, jante și finisaje interioare îmbunătățite.

## Siguranță
Fiat Argo este echipat cu sisteme de frânare cu discuri ventilate la axa anterioară.
Argo (testat sub forma variantei sedan, Fiat Cronos), în configurația cu două airbaguri, a obținut 0 stele la testul Latin NCAP din decembrie 2021.

## Vânzări
| An   | Brazilia | Argentina | Mexic |
| ---- | -------- | --------- | ----- |
| 2017 | 27.925   | 1.636     | N/A   |
| 2018 | 63.017   | 21.378    | N/A   |
| 2019 | 79.001   | 8.865     | N/A   |
| 2020 | 65.937   | 4.688     | 328   |
| 2021 | 84.656   | 1.248     | 2.516 |
| 2022 | 64.022   | 1.517     | 1.983 |
| 2023 | 66.720   |           | 1.848 |
| 2024 | 91.133   |           |       |